# Alexander von Ledebur
Alexander Friedrich Albrecht Heinrich Freiherr von Ledebur (* 18. Juni 1774 in Hamm; † 18. August 1850 ebenda) war ein preußischer Generalleutnant.

## Leben

### Herkunft
Alexander entstammte dem westfälischen Adelsgeschlecht Ledebur. Er war der siebte von neun Söhnen von Christian Heinrich Ernst von Ledebur († 1794) und dessen Ehefrau Dorothea Marie Frederike, geborene Freiin von Goertz-Wrisberg. Sein Vater war Kammerpräsident und Domkapitular in Minden sowie Herr von Mühlenburg, Crollage und Fiegenburg. Der spätere preußische General der Kavallerie August Ludwig von Ledebur (1776–1852) war sein Bruder.

### Militärkarriere
Nach dem frühen Tod seiner Mutter wurde Ledebur durch einen Hofmeister erzogen und im Jahr 1786 als Junker im Infanterieregiment „Jung-Woldeck“ der Preußischen Armee in Minden eingeschrieben. Er versah jedoch keinen Dienst, kam 1787 in das Pageninstitut nach Potsdam und wurde im Jahr darauf zum Leibpagen von König Friedrich Wilhelm II. ernannt. Auf eigenen Wunsch trat er am 7. Juni 1790 als Fähnrich den Dienst in seinem Regiment an und avancierte am 26. Mai 1792 zum Sekondeleutnant. Als solcher nahm Ledebur 1792/95 während des Krieges gegen Frankreich an der Kanonade von Valmy, der Belagerung von Bitsch sowie den Kämpfen bei Eschweiler, Herzogshand, Weidenthal, Bubenhausen, Burweiler, am Schänzel, Ruppersberg, Kaiserslautern und an der Weißenburger Linie teil. Dabei konnte er sich mehrfach bewähren und erhielt am 20. September 1794 den Orden Pour le Mérite. Als Premierleutnant kämpfte er 1806 im Vierten Koalitionskrieg in der Schlacht bei Auerstedt. Auf dem Rückzug kam Ledebur zu Blücher und geriet nach der Kapitulation von Ratkau kurzzeitig in französische Kriegsgefangenschaft. Daraufhin wurde er inaktiv gestellt.
Nach dem Frieden von Tilsit wurde Ledebur am 13. Juli 1809 als Stabskapitän dem Leib-Infanterie-Regiment aggregiert. Vom 22. Juni bis zum 7. August 1810 war er Kapitän und Kompaniechef im 1. Schlesischen Infanterie-Regiment. Anschließend folgte seine Rückversetzung in das Leib-Infanterie-Regiment. Zu Beginn der Befreiungskriege kämpfte Ledebur mit diesem Verband in der Schlacht bei Großgörschen, wurde dabei schwer verwundet und am 19. Mai 1813 mit dem Eisernen Kreuz II. Klasse ausgezeichnet. Kurz darauf stieg er Mitte Juni 1813 zum Major und Kommandeur des Depotbataillons auf. Am 2. August 1813 wurde Ledebur zum Kommandeur des Füsilier-Bataillons ernannt, dass er in der Schlacht bei Ligny führte.
Mit Patent vom 11. Oktober 1815 wurde Ledebur am 3. Oktober 1815 zum Oberstleutnant befördert und zum Kommandeur des 28. Infanterie-Regiments ernannt. In gleicher Eigenschaft übernahm er am 12. Dezember 1815 das 13. Infanterie-Regiment, das zu diesem Zeitpunkt noch in Königsberg stationiert war. In dieser Stellung avancierte Ledebur am 30. März 1819 mit Patent vom 24. April 1819 zum Oberst. Daran schloss sich ab 30. März 1830 eine Verwendung als Kommandeur der 8. Landwehr-Brigade in Erfurt sowie die Beförderung zum Generalmajor am 30. März 1831 an. Am 30. März 1838 folgte seine Ernennung zum Kommandanten von Wesel. In Würdigung seine Verdienste verlieh König Friedrich Wilhelm III. ihm eine Domherrnstelle in Zeitz. Aus Anlass seines 50-jährigen Dienstjubiläums erhielt Ledebur am 7. Juni 1840 den Roten Adlerorden II. Klasse mit Eichenlaub. Am 24. März 1841 wurde er als Generalleutnant mit Pension in den Ruhestand versetzt und am 15. Juli 1841 mit Pension zur Disposition gestellt. Nach 50-jähriger Inhaberschaft erhielt Ledebur 1844 die Krone zum Orden Pour le Mérite.
Er war Rechtsritter des Johanniterordens und Herr auf Scharfenberg.

### Familie
Ledebur hatte sich am 18. Oktober 1797 in Mühlenburg mit Wilhelmine Sophie Johanna Luise von Uslar-Gleichen (1777–1860) verheiratet. Sie war die Tochter des kurhannoverschen Generalmajors Carl August Wilhelm von Uslar (1722–1789). Aus der Ehe gingen zwölf Kinder hervor, darunter:
- Karl Heinrich Ernst Wilhelm Georg (1798–1839), preußischer Kapitän im 16. Infanterie-Regiment
- Ludwig Justus Karl Heinrich (1804–1879), preußischer Major im Garde-Füsilier-Regiment
- Wilhelm Friedrich Karl Franz Alexander Ludwig (1806–1875), preußischer Major